# Championnats d'Europe de pentathlon moderne 2022
Navigation
Championnats d'Europe 2021 Championnats d'Europe 2023
Les Championnats d'Europe de pentathlon moderne 2022 sont la 30e édition des Championnats d'Europe de pentathlon moderne. Ils ont lieu à Székesfehérvár, en Hongrie, du 13 au 19 septembre 2022.

## Résultats

### Hommes
| Épreuves    | Or                                                      | Or        | Argent                                                        | Argent    | Bronze                                                    | Bronze    |
| ----------- | ------------------------------------------------------- | --------- | ------------------------------------------------------------- | --------- | --------------------------------------------------------- | --------- |
| Individuel  | Richárd Bereczki                                        | 1 524 pts | Balázs Szép                                                   | 1 512 pts | Maksym Aharushev                                          | 1 510 pts |
| Par équipes | Hongrie- Richárd Bereczki - Bence Demeter - Balázs Szép | 4 537 pts | France- Christopher Patte - Pierre Dejardin - Valentin Belaud | 4 472 pts | Tchéquie- Ondřej Svechota - Martin Vlach - Ondřej Polívka | 4 367 pts |
| Relais      | Tchéquie- Martin Vlach - Jan Kuf                        | 1 455 pts | Pologne- Kamil Kasperczak - Łukasz Gutkowski                  | 1 440 pts | France- Jean-Baptiste Mourcia - Alexandre Henrard         | 1 433 pts |

### Femmes
| Épreuves    | Or                                                           | Or        | Argent                                                 | Argent    | Bronze                                                                    | Bronze    |
| ----------- | ------------------------------------------------------------ | --------- | ------------------------------------------------------ | --------- | ------------------------------------------------------------------------- | --------- |
| Individuel  | Charlie Follett                                              | 1 422 pts | Joanna Muir                                            | 1 393 pts | Michelle Gulyás                                                           | 1 383 pts |
| Par équipes | Grande-Bretagne- Charlie Follett - Joanna Muir - Kate French | 4 185 pts | Hongrie- Michelle Gulyás - Sarolta Simon - Blanka Guzi | 4 102 pts | Lituanie- Ieva Serapinaitė - Elzbieta Adomaitytė - Aurelija Tamašauskaitė | 3 459 pts |
| Relais      | Lituanie- Ieva Serapinaitė - Elzbieta Adomaitytė             | 1 342 pts | Pologne- Natalia Dominiak - Oktawia Nowacka            | 1 335 pts | Tchéquie- Veronika Novotná - Karolína Křenková                            | 1 322 pts |

### Mixte
| Épreuves | Or                                           | Or        | Argent                                       | Argent    | Bronze                             | Bronze    |
| -------- | -------------------------------------------- | --------- | -------------------------------------------- | --------- | ---------------------------------- | --------- |
| Relais   | Grande-Bretagne- Kate French - Myles Pillage | 1 360 pts | Italie- Matteo Cicinelli - Alessandra Frezza | 1 352 pts | France- Marie Oteiza - Ugo Fleurot | 1 348 pts |

## Tableau des médailles
- Pays organisateur

| Rang  | Nation          | Or | Argent | Bronze | Total |
| ----- | --------------- | -- | ------ | ------ | ----- |
| 1     | Grande-Bretagne | 3  | 1      | 0      | 4     |
| 2     | Hongrie         | 2  | 2      | 1      | 5     |
| 3     | Tchéquie        | 1  | 0      | 2      | 3     |
| 4     | Lituanie        | 1  | 0      | 1      | 2     |
| 5     | Pologne         | 0  | 2      | 0      | 2     |
| 6     | France          | 0  | 1      | 2      | 3     |
| 7     | Italie          | 0  | 1      | 0      | 1     |
| 8     | Ukraine         | 0  | 0      | 1      | 1     |
| Total | Total           | 7  | 7      | 7      | 21    |